# メキシコのクリスマス

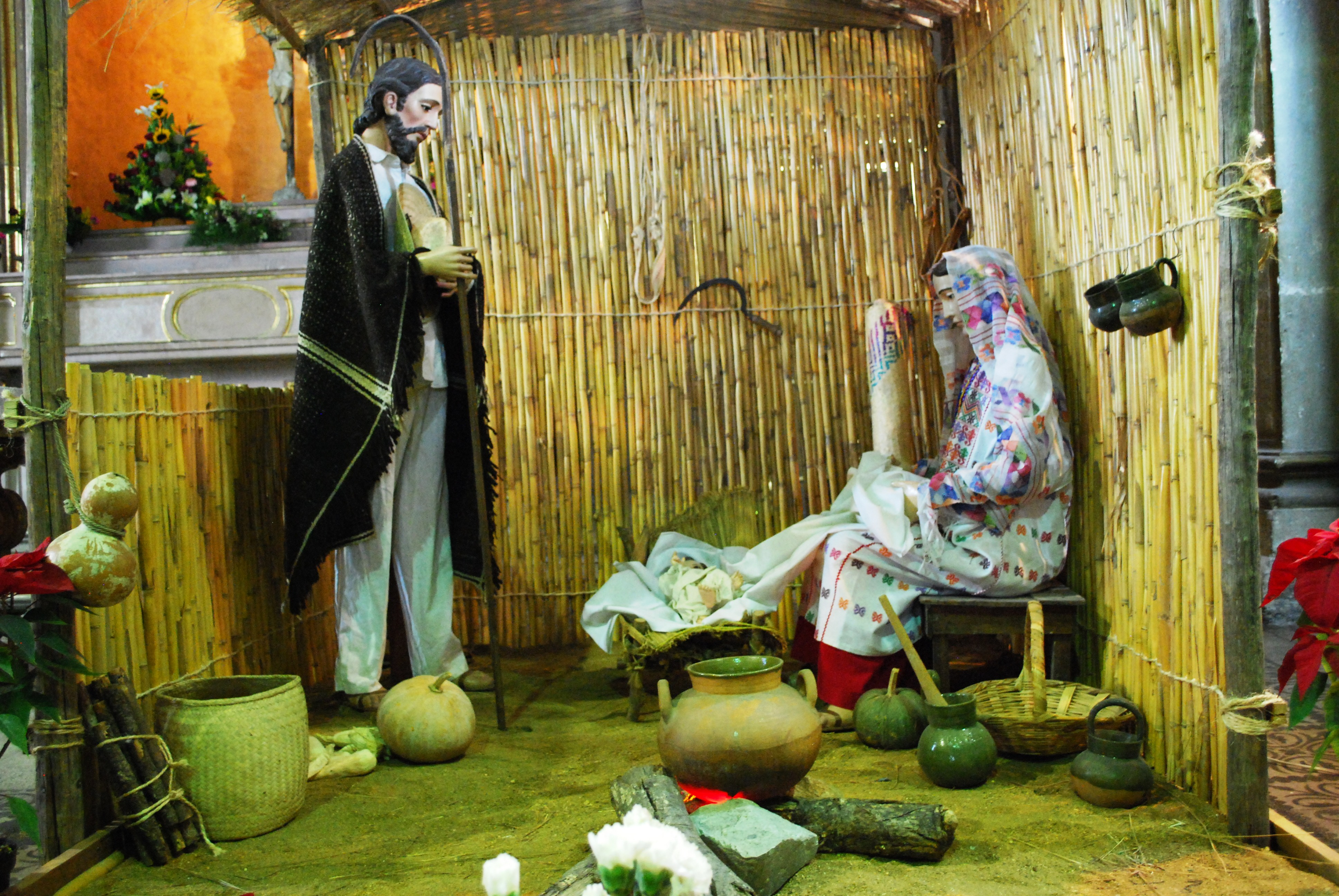
オアハカの イエズス会教会 のキリストの降誕の模型の一部。ヨセフとマリアがオアハカ風の衣装を纏っている。

メキシコのクリスマスは12月初旬から1月6日にかけて祝われる。また、これに関連する最後のイベントは2月2日に行われる。クリスマス期間中はキリストの降誕を人形で再現したものや、ポインセチア、クリスマスツリーなどを見ることができる。クリスマスのシーズンは、メキシコの守護聖人であるグアダルーペの聖母にちなんだ祝祭や、それに継いでラス・ポサダスやパストレラ（クリスマス劇）などの伝統的な行事が行われる。
ミサや祝祭はクリスマス・イヴからはじまり、東方の三博士が訪問する1月6日の公現祭を経て、ニノ・ディオスと呼ばれる幼子イエス像を教会に献呈する聖燭祭で終わる。これらの伝統的行事は、スペイン植民地時代に入植以前からの伝統とスペインの伝統が混ざり合ったもので、後にはドイツやアメリカの伝統を取り入れ形成された。

## メキシコのクリスマス・シーズン

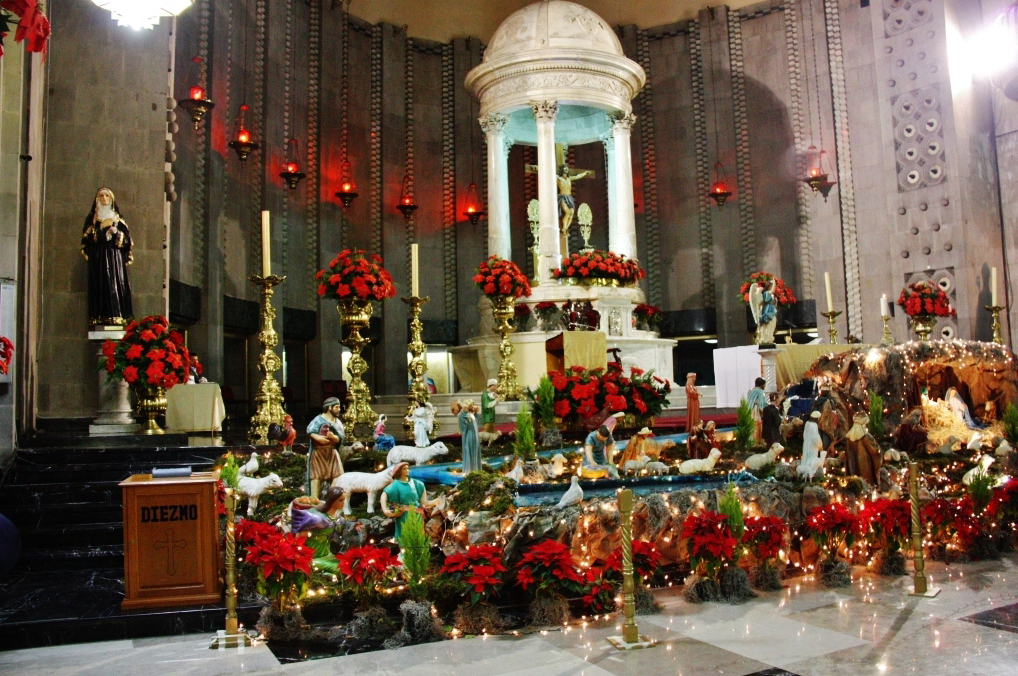
クリスマスの装飾がされた聖アウグスティヌス教会の主祭壇（メキシコ市ミゲルイダルゴ区）

メキシコでのクリスマス・シーズンは12月9日からはじまり1月6日にかけて行われ、クリスマスに関連した最後の祝祭が2月2日に行われる。これら様々な伝統的な行事は、土着の言い伝えやスペイン発祥の慣習、植民地時代に新たなメキシコ人が作り出したものや、後にはドイツやアメリカからの要素が混ざり合ったものである。
市場では11月後半からクリスマス用品が売られるようになり、伝統的なポインセチアや、クリスマスツリーなどキリスト降誕に関連する様々な品物や、オーナメント、電飾、トナカイの置物などを専門的に売るティアングイスと呼ばれる屋台が現れ、市場は伝統的に盛り上がりをみせる。
12月からは多くの家や商店、その他の建物がノチェ・ブエナ (noche buena) と呼ばれる風習によりポインセチアによって飾られる。ノチェ・ブエナとはスペイン語で「良き夜」を意味し、クリスマス・イヴを示唆している。メキシコ原産の冬季の花であるポインセチアは、メキシコ植民以前はクエトラショチトル (cuetlaxochitl) と呼ばれ、戦いで倒れた戦士たちがハチドリや蝶に生まれ変わり、ポインセチアの蜜を飲むために戻るとされ、新たな生命のシンボルとされていた。 現代のメキシコの言い伝えでは、ポインセチアは子供が幼子イエスへと花を捧げることができるように、奇跡によって草から美しい花に変わったとされる。 この植物の名前はクリスマス・シーズンにのみ提供される色の濃いボックビールを指す言葉としても使われる。

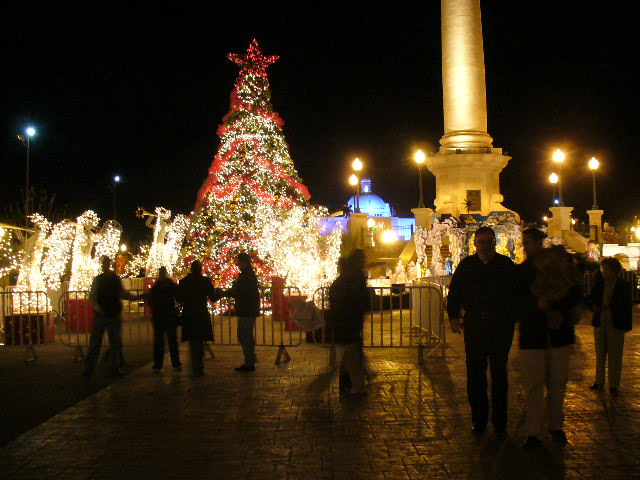
チワワ・メインプラザのクリスマスツリーと電飾

クリスマスツリーは元々はメキシコに海外から駐在しているコミュニティが持ち込んでいたものであったが、メキシコの住人へとその人気が広がり、キリスト降誕の場面やその他の場所でも置かれるようになった。個人の収入が増え、樹木の値段が下がり、ウォルマートやコストコ、その他のメキシコのチェーン店で簡単に購入できるようになり、クリスマスツリーはより一般的なものとなった。（クリスマスツリー用の）植木も一般的なもので、メキシコのクリスマスツリー生産は今日では一大産業となっている。植木を買う余裕のない家庭では、小さな人工樹やその地域の木、低木などを利用する。
2009年には、メキシコは世界最大のクリスマスツリーを催し、ギネス世界記録へと登録された。これはパセオ・デ・ラ・リフォルマのグロリエンタ・デ・ラ・パルマに置かれた、高さ110.35メートル、重量330トンのツリーであった。また、伝統的な赤い冬装束のサンタクロースも現れ、クリスマス前に子供達がサンタクロースと一緒に写真を取ることができるスタンドがある風景は珍しいものではない。クリスマスの翌日からは、一人ないし複数の東方の三博士がスタンドに登場する。
今日では、多くの子供たちがサンタクロースと博士の両方からプレゼントを貰っているが、どちらかといえば「3人いる」博士からはより多く貰うことができる。クリスマス・シーズンを祝う多くの公共の催しには、メキシコと海外からの伝統が混ざり合っている。メキシコシティが市街部の中心広場ないしソカロにおいて大きなクリスマスツリーとスケートリンクを後援することは伝統となった。キリストの降誕シーンの展示はパセオ・デ・ラ・リフォルマに置かれる。
シーズンを通して、伝統的な、また現代的なクリスマス音楽を聞くことは一般的になっている。伝統的な音楽としてはビリャンシーコ（クリスマス・キャロルの一種）が挙げられる。具体的には、『ロス・パストレス・ベレン』(Los pastores a Belén)、『リウ、リウ、チウ：エル・ロボ・ラビオソ』(Riu, riu, chiu: El lobo rabioso) 、『ロス・ペセス・エン・エル・リオ』(Los peces en el río) などの有名曲がある。現代的な音楽では、ジングル・ベルのスペイン語カバーなどの海外曲がある。

## キリスト降誕場面の装飾

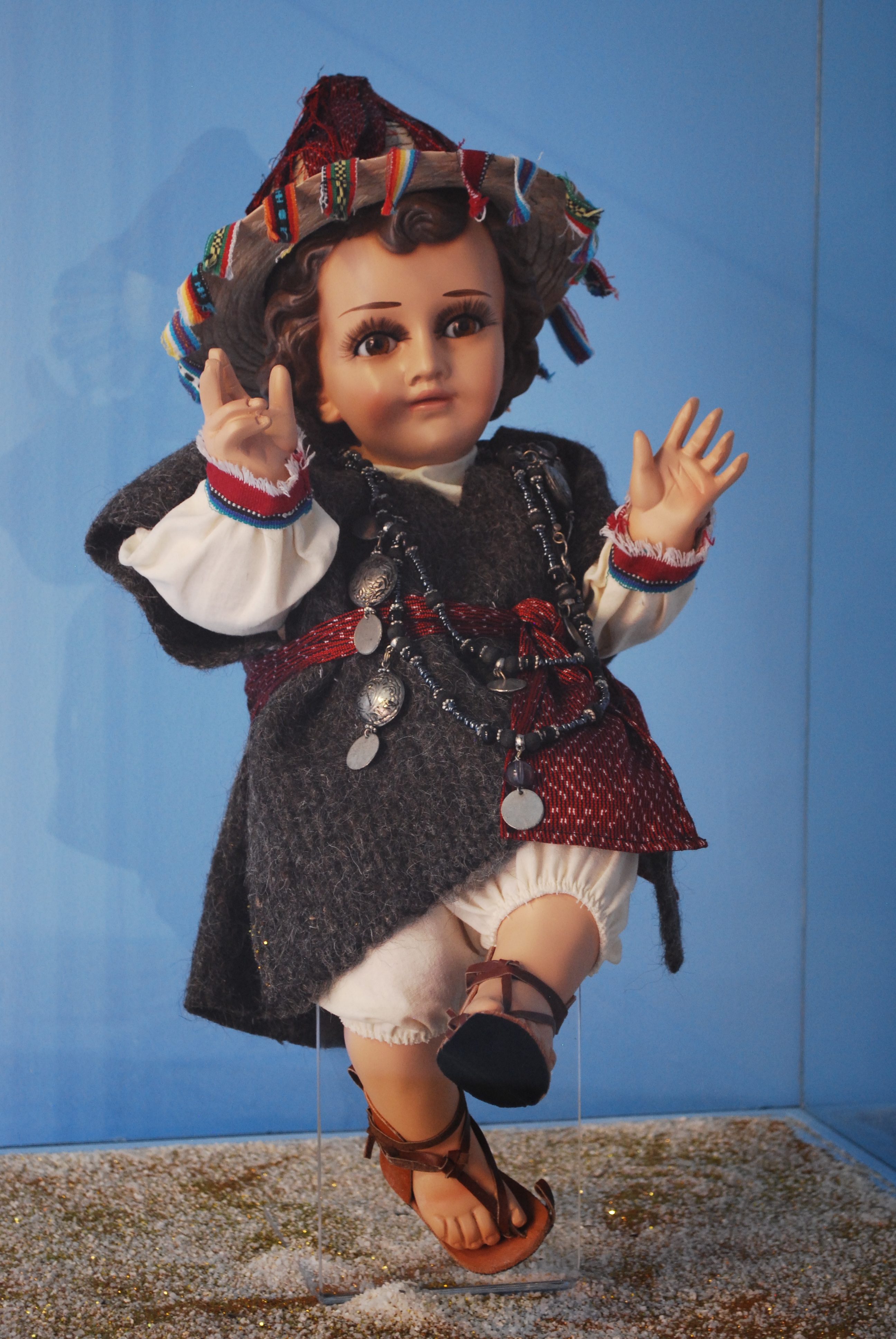
ツォツィル族の服装を着たニーニョ・ディオス（幼子イエス）

最も伝統的かつ重要なクリスマスの装飾はキリスト降誕場面の装飾である。一般的には12月12日に展示され少なくとも2月の2日まで、各家庭や職場、教会などで見ることができる。これらは植民地時代の初期から持ち込まれたもので、初期の修道士たちが先住民に彫像の彫刻を指導したことから始まる。この降誕場面の基本的な構成は他の国々のものと同様で、聖家族に焦点を当て、それを取り巻く天使、羊飼い、賢者、動物に、大きく開かれた小屋かあるいは洞窟のような岩屋や石で作られた小屋の形をとる。上部には星が飾られ、電飾で光るようになっている場合も多い。
植民地時代より、いくらかのメキシコ先住民によるねじれが加わっていて、これは土台をスペイン苔で覆うことからはじまる。降誕の模型からは、クリスマス・イヴまで幼子イエスの像は除かれる。また、他の像などは、一般的には模型と比例した大きさとなるが、イエスはそれに比べてとても大きく、実際の赤ん坊と同じ大きさとなる。これは降誕場面装飾の中心であるだけではなく、2月2日にこの人形を教会に持ち込み、祝福を受ける伝統においても重要視される。
伝統的な幼子イエスの人形は、陶器や石膏で作られる。最もこの伝統を守る地域の一つがグアダラハラであり、なかでもトナラとトラケパケの街が挙げられる。11月下旬から12月にかけてのトナラの市場では、いくつもの露店がキリスト降誕装飾に関するものだけを売るようになる。一般的なキリスト降誕装飾に加え、メキシコの模型にはいくつものユニークなものがある。これには、メキシコの生物であるウチワサボテンや七面鳥、トルティーヤを作る女性、川の中の魚、時を告げる雄鶏、闇に隠れるルシフェルなどが存在する。
装飾には様々な大きさや構成物の異なる模型が見られる。大きな装飾のうち、とても凝られているものでは、様々な景色や村丸ごとが模型中に作られる。これらは通常、丈夫な茶色の紙を土台とし、紙を皺にして地形を再現し、場合によっては土台が何層にも重ねられる。この土台は、コケやおがくず、砂、色紙、絵の具などを用いて覆われ、砂漠や草原、川や湖などが再現される。これらの上には、家や教会や井戸、果物や野菜を売る屋台、遊んでいる子供たち、音楽家やダンサー、料理人など、広く様々な構造物や人形が置かれ、中央の聖家族を取り囲むように配置される。チャパラの教会にある模型では、アフリカを代表する野生動物や、イグルー、木靴など世界各国を連想させるものが集められる。

## パストレラ（クリスマス劇）

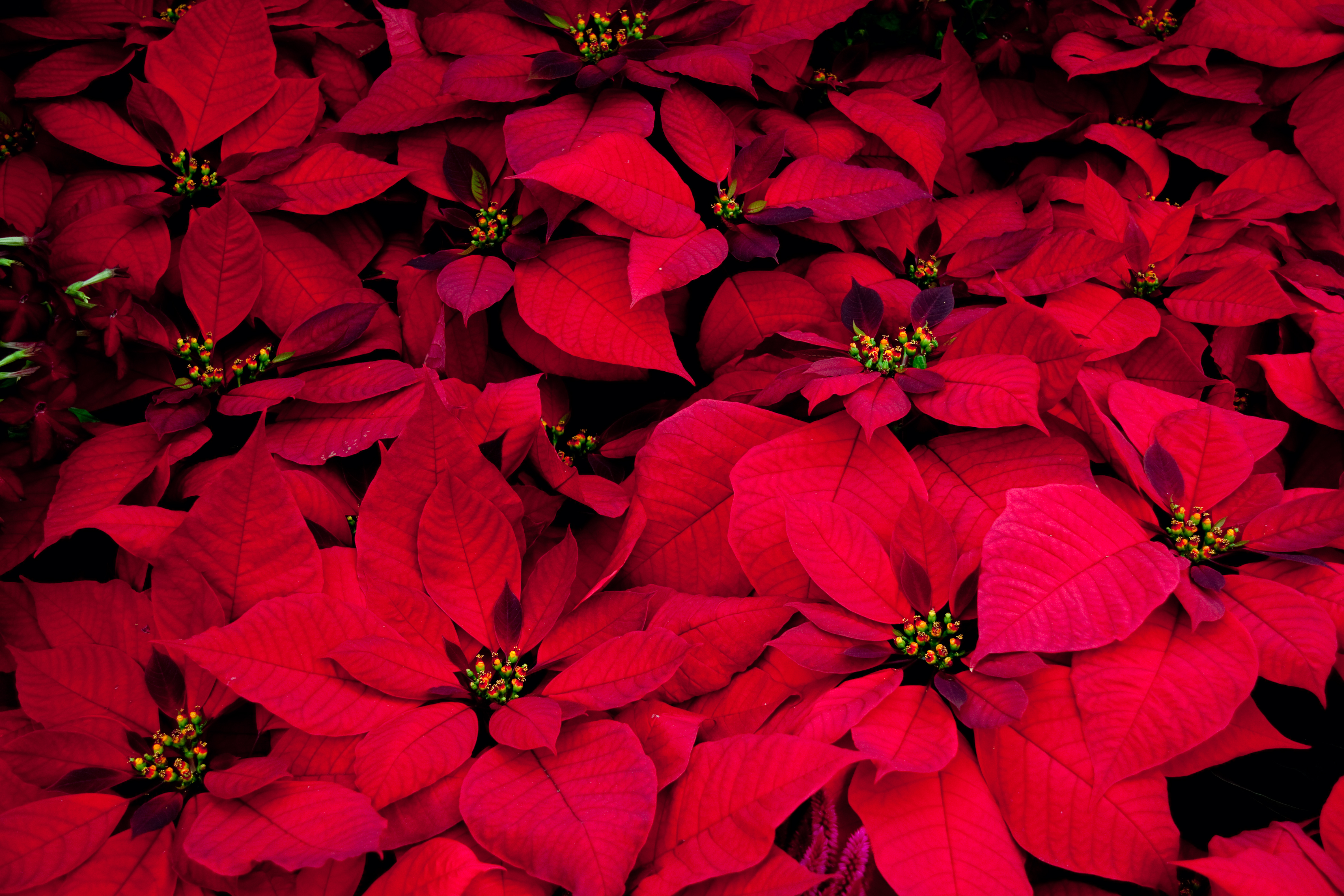
メキシコ原産のノチェ・ブエナ（ポインセチア）は、クリスマス時には装飾として広く用いられる。

おおまかな意味では「羊飼いを演じる」という意味のパストレラ（あるいはパストレラス）は、集団で行うクリスマス劇のことである。アマチュアかプロフェッショナルであるかは問われない。このクリスマス劇は、元々は植民地時代の初期にクリスマスのできごとを教える説教の為に行われたものであった。伝統的なパストレラは羊飼いに天使がキリストの誕生を伝えることから始まる。羊飼いはベツレヘムの星を追いかけるが、道の中途で悪魔が訪れることを邪魔するために悩まされる。しかしながら、羊飼いは最後にはたどり着き、勝利に終わる。演劇の脚本はしばしば役者によって即興で行われるため大きく異なり、ジョークやヤジ、俗語や歌、卑猥なユーモア、議論、タバコ、テキーラ、夕闇の女性など様々な要素が含まれるが、主としては悪魔とその策略への抗いに焦点が当てられる。最も伝統的な演劇は農村部で見られる。マリアとヨセフのベツレヘムへの旅、大天使ミカエルと悪魔との戦いなど、様々なバリエーションが見られる。

## グアダルーペの聖母の祝祭
クリスマス・シーズンはメキシコの守護聖人であるグアダルーペの聖母を敬う祝祭から始まる。12月3日より、グアダルーペの聖母を敬う9日間のノベナが始まり、記念日である12月12日に終わる。この時期に関連する最も重要な催しとしては、メキシコシティ北部のバシリカへの巡礼が挙げられ、人々が飛行機から自転車まですべての交通機関を用いて敬意を払う為に訪れる。この巡礼は、人種や社会的階級に関係なく、多くのメキシコのカトリック信徒によって行われる。一例では、毎年数百人の（主にカトリック信徒の）日系メキシコ人達が着物で巡礼を行っている。
聖堂とその周りでは、12月11日の夕暮れから翌日まで夜通しで先住民族の人々が踊り、花火やライトが炊かれる。この聖母像はメキシコ中でさまざまな形で敬われる。オアハカでは12月11日にパルケ・リャノで主要な催しが行われ、ファン・ディエゴの服装をした少年たちが、教会で祝福される。12日の極めて早朝には、聖母の為に『ラス・マニャニータス』 (Las Mañanitas) が歌われる。

## ポサダ（ラス・ポサダス）

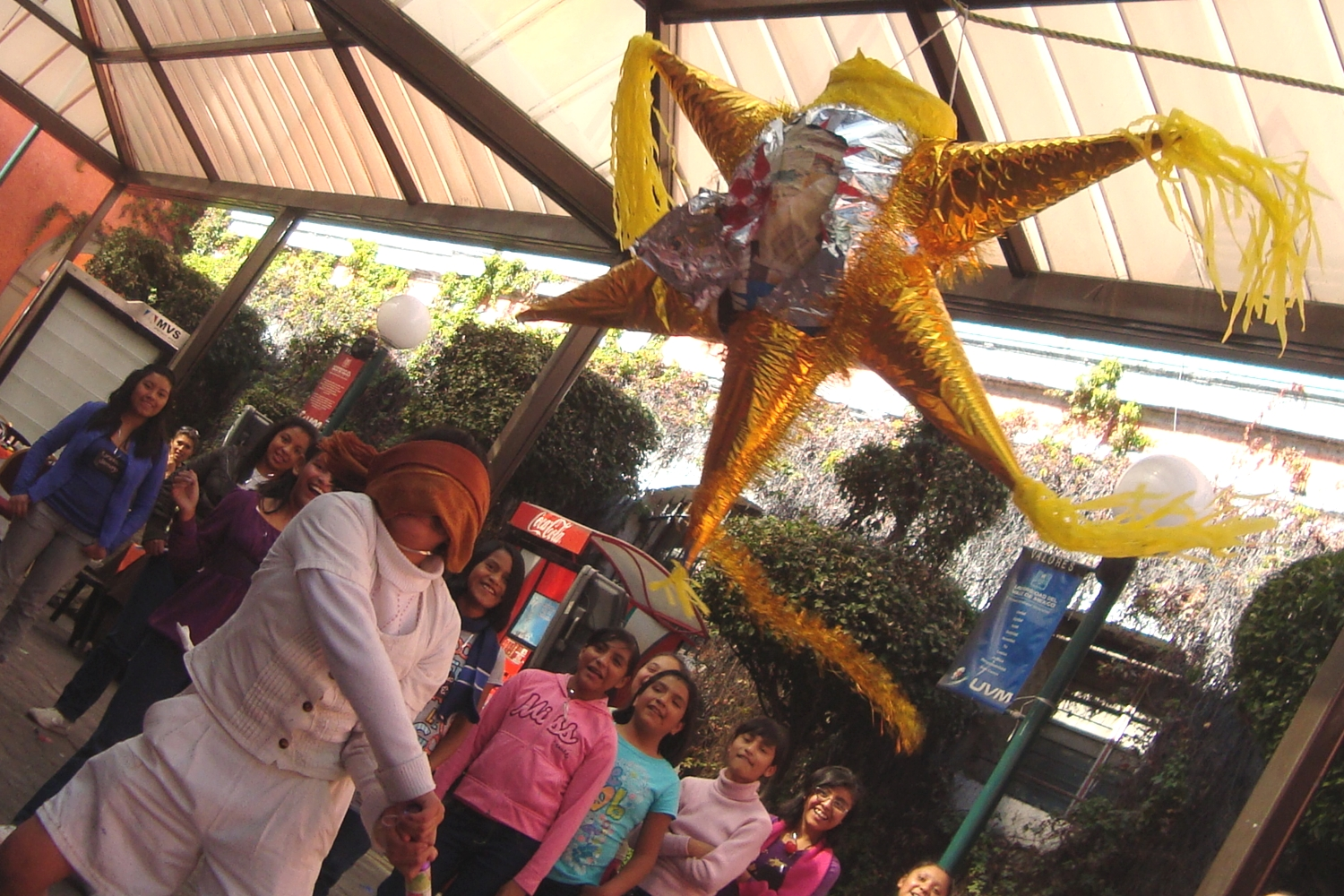
ポサダでピニャータを壊す光景

12月16日から24日にかけて、ポサダ(Posada)、ポサダス (Las Posadas)と呼ばれる一連の行進とパーティがあり、多くの子供たちがクリスマス・シーズンの一つとして期待する。伝統的には、スペインの伝道師たちがクリスマスの物語を先住の人々へと教えるもので、土着の神であるウィツィロポチトリ誕生の儀式に代わるものだという触れ込みで始められた。
今日では主には農村部や、社会的に低層に置かれる人々の間で頻繁に行われる。この行進のはじまりは、最も伝統的なやり方では、地元の教会からそれぞれの9日間の日暮れ後に行列が出発し、少女と少年が一人ずつ、それぞれマリアとヨセフの衣装に身を包み、残りは蝋燭、紙でできた提灯、装飾されたおけに用いられる細長い板や、空のかいばおけなどを運んで行進する。マリアとヨセフの衣装に身を包むものがいない場合には、一般的にはキリストの生誕の模型に使われるマリアとヨセフの人形が運ばれる。
ポサダは一般的には、隣人付き合いを円滑にするものとして役立つ。ポサダのバリエーションの一つでは、行列が家に到着すると2つに分かれ、一方は外に残り、避難の為の居場所を求める伝統的な歌を歌い、もう一方は、家の中からこれに答える歌を歌う。これにより、全員が中に入り儀式が終わる。別のバリエーションでは、行列は3軒の家を訪れて歌い、3軒目で受け入れられるまで、最初の2軒ではわざと断られる。
ピニャータは伝道師たちが先住の人々へキリスト信仰を教えるための仲介物として始められた。伝統により、ポサダの間は、星形のピニャータは子供たちによって壊されつづけたままとなる。行列で示されるように、メキシコのピニャータは象徴的かつ教義的な意味をもっている。入れ物は、人々を誘惑するために装飾された世界中のすべての品々を持つサタンを象徴し、伝統的には、七つの大罪を示す七つの箇所がある。棒はキリストへの信仰が悪を破り全ての人へ宝を解放することを象徴する。
ピニャータの後には、通常、タマル、アトーレ、ブニュエロに、ポンシェと呼ばれる温かい飲み物などの食事が供される。ポンシェはテホコテとグアバとプラムとマンダリンにオレンジあるいはプルーンで作られ、甘みづけにブラウンシュガーの一種であるピロンシリョ、スパイスとしてシナモンやバニラが加えられたもので、大人向けにはさらにラムかテキーラが足される場合がある。ポンシェのレシピはメキシコ中で大きく異なり、コリマ州で作られるものには通常、牛乳、砂糖、オレンジの葉、バニラ、すりつぶしたココナッツが含まれる。
ポサダの終わりには、ゲストはアギナルドと呼ばれるお土産を受け取り、ビリャンシーコと呼ばれるキャロルが歌われる。さらに古い伝統では、キリスト降誕の物語における幼子イエス生誕の歌を歌う。

## クリスマス・イヴとクリスマス当日

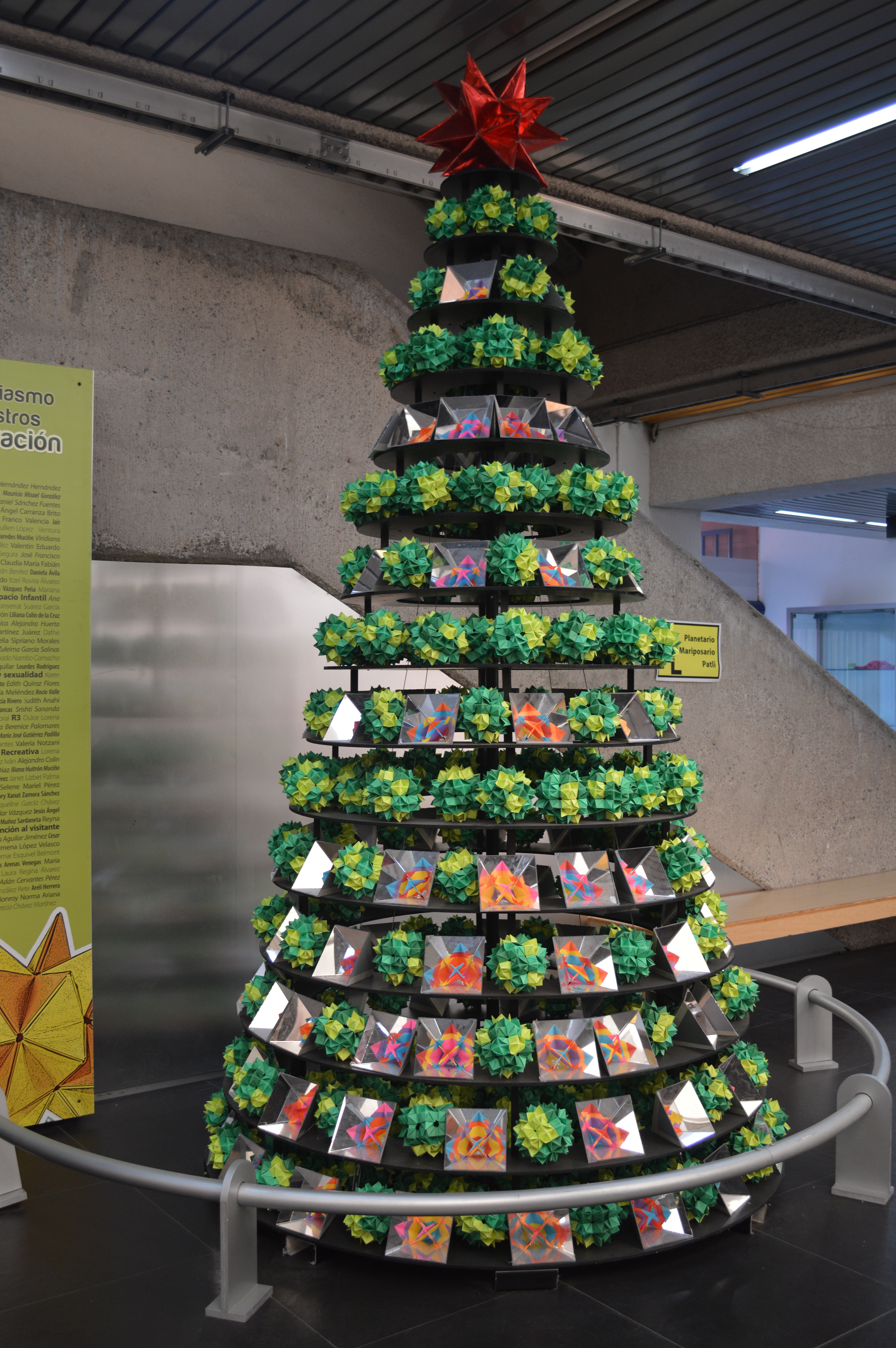
メキシコシティにあるウニベルスム科学博物館の、多面体で装飾されたクリスマス・ツリー

最後のポサダはクリスマス・イヴの始まりとなる。続いて「雄鶏のミサ」と呼ばれる深夜のミサが行われる。このミサは、スペインが訪れてから6年後、ペドロ・デ・ガンテ神父がクリスマスを祝う深夜のミサを行ったことを起源とする。ミサの名前は、キリストが誕生した際、雄鶏が鳴き声でそれを知らせたという伝統に由来する。この祝祭は改宗した先住民の間で人気が高まっていったもので、土着のウィツィロポチトリ祭の要素を含み、打ち上げ花火や松明、スパーク花火などと共に食事や踊りが楽しまれる。
ミサに続いて、深夜に饗宴を行う伝統がある。この食事会では、戻した干し鱈と玉ねぎ、トマトソース、オリーブその他で作られる伝統的なバカラオ料理が供される。その他には、レボルティジョ・デ・ロメリタと呼ばれる、緑のモーレないしペピータのソースと、ジャガイモに、しばしば乾燥エビが用いられる料理がある。最も豪華な品として、かつては子豚の丸焼きが用いられていたが、これは七面鳥やハムに置き換えられている。食事の後、大人たちはポンシェやシードルを飲み、子供たちはスパーク花火でルセス・デ・ベレンという遊びに興じる。
クリスマスプレセントは通常、深夜0時ちょうどに開けられる。メキシコではクリスマスの残りの日は静かに過ごされ、各家庭では前夜までの祝祭の疲れを癒し、深夜の食事会の残り物を食事とする。

## ロス・サントス・イノセンテスの日
12月28日はメキシコ版のエイプリル・フールであるロス・サントス・イノセンテス（Los Santos Inocentes、無実の子供たち）の日で、これは聖書においてヘロデ大王がキリストの訪れを防ぐために子供たちを殺した出来事を由来とする。また、この日は誰かから何かを借りなければいけない日であり、この日に借りたものは返す必要がないともされる。19世紀のこの日には、騙されやすい人から物を借りる凝った作戦が練られた。これが成功した場合には、騙した勝者は貸し手にメモとお菓子や小さなおもちゃを贈った。このメモにはヘロデ大王に殺された子供たちを記念して「無実の小さな鳩は、騙されるあなたのことを許す。この日には、何を貸してはいけません」と記された。これが後には一般に、悪戯の日として発展した。この日は新聞にも荒唐無稽なホラ話が掲載される。

## 大晦日
大晦日もまたこの時期に訪れる。いくつかの例外を除き、世界のほとんどの部分と同じように祝われる。いくつかの中南米の国と共通する伝統に、12粒のブドウの実を時計の12時の鐘が鳴ると同時に急いで食べることで、新たに迎える年の各月の幸運をもたらすというよく知られた伝統がある。打ち上げ花火は一般的なもので、特に田園地帯の大晦日では、空に向かって発砲される。ベラクルスの一部では、12月31日はフィエスタ・デル・オンブレ・ビエホ（Fiesta del Hombre Viejo、老人の祝祭日）として老人を敬う日とされる。

## 三人の王の日（公現祭）
クリスマス・シーズンにおける次の大きなイベントはディア・デ・ロス・トレス・レジェス・マゴス（Día de los Tres Reyes Magos、三人の王の日）と呼ばれる主の公現の日である。この日の祝祭は三博士がキリストの生誕を祝い贈り物を捧げたことに由来する。1月5日の夜、伝統的には子供たちは三博士が訪れるとされる扉の前で片方の靴を脱いで置くが、この風習はメキシコのすべての地域で行われるものではない。
公現祭に子供たちが行う別の伝統行事では、ヘリウムガスを充填した風船に手紙を添えて空へと送りだす。手紙では、なぜこの年が良かったあるいは悪かったかを説明し、もしこの内容がふさわしければ贈られる自分が欲しいプレゼントが書かれる。プレゼントを開いた朝、ドライフルーツが用いられ、小さな幼子イエスの人形を入れて焼き上げられたロスカ・デ・レジェスと呼ばれる甘いパンが供される。自分の取り分けたパンにこの人形が入っていた人は幸運が訪れるとされるが、2月2日の聖燭祭ではタマル代を払わなければならない。ロスカ・デ・レジェスはタマルおよびアトーレと共に食べられる。

## 聖燭祭
キャンドル・マスは2月2日に行われ、幼子イエスを教会へ献呈する祝祭を行う。この日、人々は幼子イエスの人形などを携え、祝福される。これらは入念に着飾られ、伝統的には洗礼服が着せられるが、始まって以来、多くの種類の衣装が用いられている。祝祭の後、1月6日に人形を引き当てた人によって購入されたタマルとアトーレを分け合う。

## 各地域のクリスマス・シーズンの伝統
各地域には様々なクリスマス・シーズンの伝統がある。アルバラドとトラコタルパンではアフリカ系メキシコ人のアイデンティティの為の祝祭であるフィエスタ・ネグロイスパーニャ (Fiesta Negrohispana) が12月16日から24日にかけて行われる。
オアハカ州のクリスマス・シーズンの主要な催しでは、12月18日にこの州の守護聖人である孤独の聖母の祝祭日がある。聖母は、寓話的な山車や衣装と共に、カレンダと呼ばれる回転する踊りとともに敬われる。ブニュエロと呼ばれる伝統的な食べ物があり、これは揚げたペイストリーが砂糖で覆われているものである。沿岸部では、聖母像はしばしば沖から、ブラスバンドを乗せた他のボートを伴いボートで運ばれる。
オアハカ市では12月23日に、ラ・ノチェ・デ・ロス（La Noche de los Rabanos、ラディッシュの夜）と呼ばれる一風変わった催しがある。この催しでは大きなラディッシュに彫刻が施される。元々はキリスト降誕の場面が彫られていたが、今日では大きな競技会となっており、野菜に様々な種類の彫刻が施される。
メキシコシティのソチミルコ行政区では、1月6日は幼子イエスの人形としてよく知られるニーニョパが、400年以上伝わるこの人形のこの年の「世話人」あるいは家族を変える日として重要である。行政区のナチビタス地区では、三博士のパレードがあり、時には本物のラクダが使われる。